# Neivamyrmex harrisii
Neivamyrmex harrisii é uma espécie de formiga do gênero Neivamyrmex.